# Cappella della Madonna dei Dini
La cappella della Madonna dei Dini, chiamata anche Madonna delle Grazie si trova nella frazione di San Martino a Gangalandi nel comune di Lastra a Signa, nei pressi della pieve di San Martino a Gangalandi.

## Storia
La cappella sorse nel 1843 sul poggio di Gangalandi, in un terreno di proprietà della famiglia Dini, da cui il nome.
Fu costruita attorno ad un vecchio tabernacolo risalente alla fine del '500, probabilmente inglobandolo. Lo stesso affresco della Madonna col Bambino risalente ai tempi dell'antico tabernacolo è infatti tuttora parte della decorazione interna della cappella.

## Descrizione
La cappella della Madonna dei Dini, a parte le dimensionie e il diverso stile, ha un'architettura molto simile alla chiesa di Santa Maria della Misericordia.

## Altre immagini

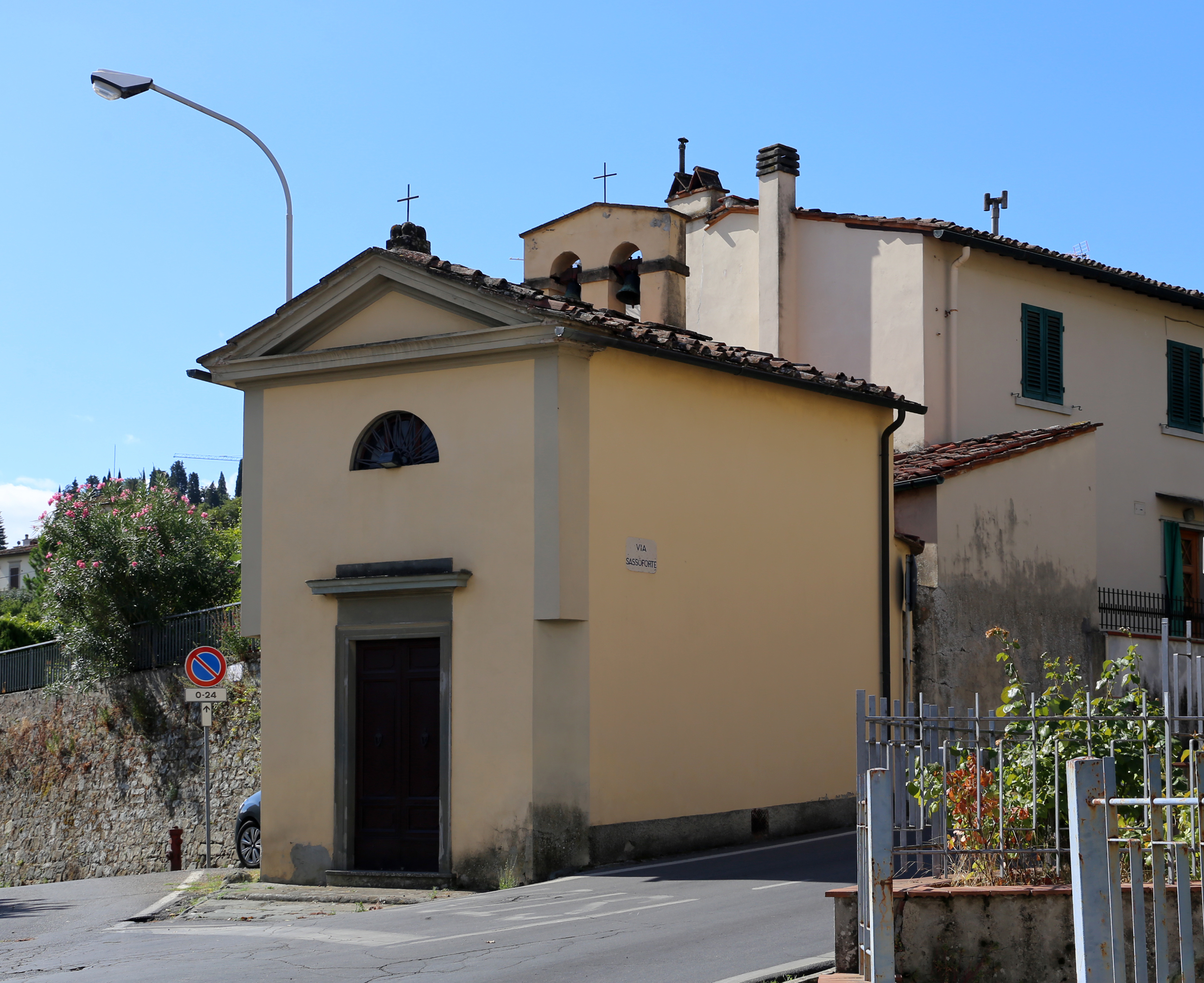
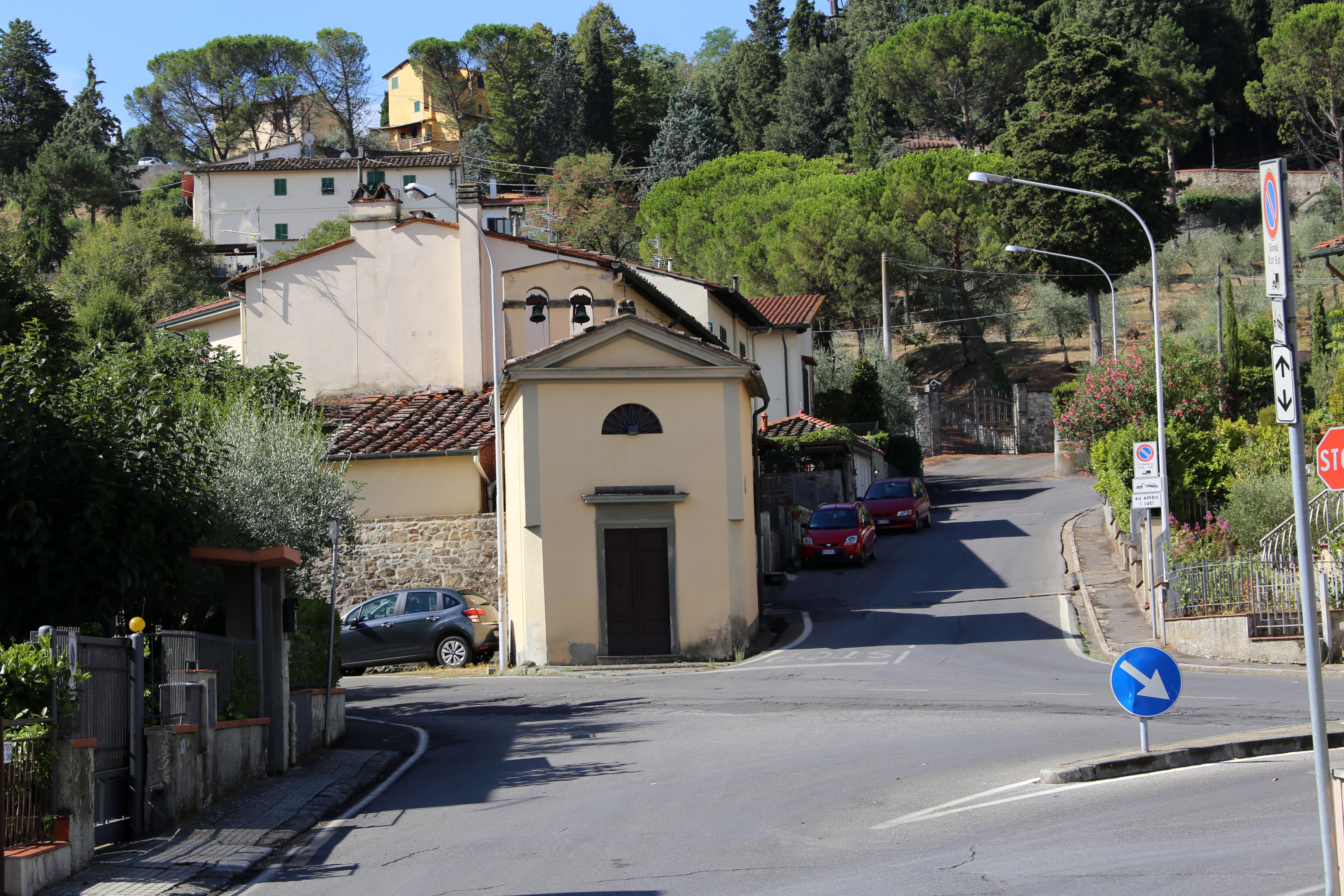